# Anne-Catherine Menétrey-Savary

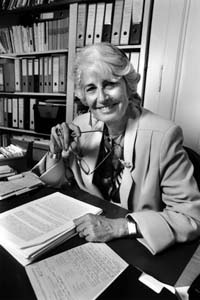
Anne-Catherine Menétrey (1992)

Anne-Catherine Menétrey-Savary (* 29. Januar 1938 in Aigle) ist eine Schweizer Politikerin und Autorin. Sie war Mitglied der Partei der Arbeit, bevor sie den Grünen beitrat.

## Leben
Anne-Catherine Menétrey-Savary, Tochter eines Lehrers, wuchs zuerst in Ollon und später in Pully auf. Ihre Ausbildung bis zum Lizentiat (licence en Lettres) 1961 absolvierte sie fast vollständig in Lausanne. Nach ihrem Studium unterrichtete sie einige Jahre in einer Lausanner Sekundarschule.
Anschliessend studierte sie Psychologie bei Jean Piaget an der Universität Genf und unterrichtete an einer Genfer Schule (Cycle d'Orientation) bis 1970. Nach diesem Studium arbeitete sie als Schulpsychologin und als Berufsberaterin.
Als Vertreterin der Partei der Arbeit (POP) gehörte sie 15 Jahre dem Waadtländer Kantonsparlament an, von 1966 bis 1980. Sie trat aus dem Parlament und der Partei aus.
1979 veröffentlichte sie einen ersten Roman La Halte de midi, 30 Jahre später Borderline, à un compagnon disparu.

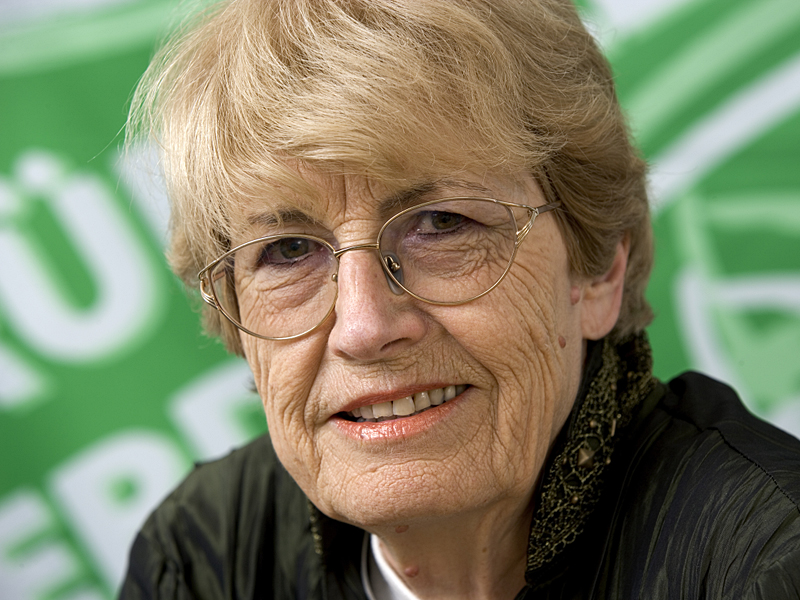
Nationalrätin Anne-Catherine Menétrey-Savary

1980, einem Jahr persönlicher und beruflicher Veränderungen, gründete sie die Partei Demokratische Alternative (Alternative démocratique), aus welcher später die Sozialistisch-Grüne Alternative (Alternative socialiste verte) hervorging, welche sich später mit den Grünen verband.
Beruflich arbeitete sie vier Jahre in der Medienforschung. Von 1984 bis 2000 war sie Mitarbeiterin in der Abteilung Prävention bei der Schweizerischen Fachstelle für Alkohol – und andere Drogenprobleme (SFA).
1997 zog sie ins Dorf Saint-Saphorin und 1998 wurde sie als Grüne ins Waadtländer Kantonsparlament gewählt. Nach ihrer Wahl in den Nationalrat 1999 trat sie 2000 aus dem Kantonsparlament zurück. Sie beendete auch ihre berufliche Tätigkeit bei der SFA um sich bis 2007 voll dem nationalen Parlament zu widmen.

## Werke
- La Halte de midi, éditions de la Thiele, 1979, ISBN 2-8283-0009-9.
- Hussein Hariri, un pirate de l'air repenti, éditions Favre, 2003, ISBN 2-8289-0728-7.
- Borderline, à un compagnon disparu, éditions d'en bas, 2009, ISBN 978-2-8290-0381-3.
- Transitions, Lausanne : Ed. d'en bas ; Genève : Le Courrier, 2016, ISBN 978-2-8290-0532-9.
- Mourir debout : soixante ans d'engagement politique, Lausanne : Ed. d'En bas, 2018, ISBN 978-2-8290-0576-3.